# Holocentropus incurvatus
Holocentropus incurvatus là một loài Trichoptera hóa thạch trong họ Polycentropodidae.